# Convair C-131 Samaritan
Le Convair C-131 Samaritan est un bimoteur de transport militaire américain produit entre 1954 et 1956. Le Samaritan est en fait l’adaptation aux besoins de l’USAF des bimoteurs civils Convair 240 et 340. Ce fut le premier bimoteur de transport pressurisé commandé par le Military Air Transport Service (MATS) et le premier avion de transport converti en avion de lutte anti-guérilla. Il a également été utilisé par l'US Navy sous la désignation R4Y avant 1962.

## Versions
- C-131A Samaritan : L’US Air Force ayant besoin d’un appareil d’évacuations médicales et de transport de blessés, Convair modifia son bimoteur commercial CV-240, déjà commandé par l'armée américaine comme avion d'entrainement sous la désignation Convair T-29, pour y adapter une porte cargo à gauche du fuselage, en arrière de la voilure, facilitant le chargement des civières. La porte passagers classique et l’escalier intégral étaient reportés à droite. Le Samaritan pouvait emporter 27 civières ou 37 passagers assis. Souvent désignés de façon non officielle MC-131A, 31 C-131A furent commandés (52-5781/5811, c/n 53.1/31), les cinq derniers étant finalement transformés en T-29D (52-5807/5811, c/n 53.27/31). Le premier exemplaire prit l’air le 28 juillet 1954 et fut livré quelques mois plus tard à l’USAF. Ces appareils furent rebaptisés C-131A(M) en 1962 et, à l’exception des 52-5797, 5803 & 5804, transférés aux Garde-Côtes américains comme HC-131A dans les années 1970.
  - AC-131A : Au moins deux C-131A (52-1106 et 1139) furent modifiés en appareils de calibrage des aides à la navigation aérienne.
  - HC-131A : À partir de 1976, les 23 derniers C-131A furent reconditionnés et adaptés aux besoins des missions SAR pour l’US Coast Guard. Ils reçurent en particulier une nouvelle pointe avant logeant le radar de recherche. Appareils intérimaires entre les HU-16 et HU-25, ils furent retirés seulement en 1983. Deux de ces appareils passèrent sur le registre civil américain et volaient toujours au Mexique en 2002.
  - VC-131A : Désignation attribuée provisoirement avant 1962 aux Samaritan affectés à des missions de transport VIP.
- C-131B Samaritan : Modèle hybride entre les CV-340 et 440 destiné à des essais de matériel électronique embarqué, cette version conservait la porte passager à gauche en avant de l’aile, mais disposait aussi d’une porte cargo, du même côté et en arrière de l’aile. Identifiables à la présence d’un astrodôme, ces 36 appareils (serial 53-7788/7823, c/n 240/275) étaient aménagés pour 4 hommes d’équipage et 48 passagers. Ils disposaient également d’une turbine à gaz Solar T41 montée en pod sous le plan central entrainant les générateurs assurant une alimentation électrique supplémentaire à bord. Souvent convertis par la suite en JC-131B ou NC-131. Quelques exemplaires sont passés sur le registre civil américain et volaient toujours en 2002.
  - JC-131B : Plate-forme volante de suivi et de contrôle de trajectoire de missiles. 6 appareils furent ainsi modifiés pour tester le concept (53-7788/7791/7796/7806/7808/7819) et probablement adaptés ensuite à une utilisation opérationnelle (dont les 53-7799,7816).
  - NC-131B : Deux appareils (53-7793 et 7797) furent retenus comme banc d’essais en vol pour tester la « stabilité variable », le premier ayant été probablement achevé directement comme NC-131H. Le NC-131B était identifiable à un large radôme avant et des surfaces de contrôle additionnelles sur la voilure.
  - VC-131B : Transport VIP obtenu par réaménagement temporaire des C-131B.
  - YC-131C : La première cellule Convair 340 destinée à l’Air Force prit l’air le 19 juin 1954 équipée de turbopropulseurs Allison YT-56 (Allison 501D-13) de 3 250 ch. Deux appareils furent finalement ainsi modifiés (Serials 53-7886 & 53-7887, c/n 91 & 131) pour participer au programme d’évaluation des turbopropulseurs par l’USAF.
- C-131D Samaritan : Nouvelle motorisation avec des Pratt & Whitney R-2800-103W développant 2 500 ch avec injection d’un mélange eau-alcool. C’est en fait l’équivalent militaire du Convair 340 civil. 33 exemplaires furent commandés mais 16 seulement livrés, les autres étant achevés en VC-131D (54-2806, 54-2807, 54-2809, 54-2810, 55-290, 55-291, 55-292, 55-293, 55-294, 55-295, 55-296, 55-297, 55-298, 55-299, 55-300, 55-301 (c/n c/n 201, 203, 205, 207, 206, 212, 315,316, 321, 223, 224, 322, 229, 326, 233,329).
  - VC-131D : Transport VIP. Après avoir acheté un Convair 340-68 (serial 54-2805, c/n 183) initialement destiné à Lufthansa comme appareil de transport d’état-major, l’USAF décida de faire achever en transport VIP la moitié de ses C-131D (54-2808, 2811, 2812, 2813, 2814, 2815, 2816, 2817, 2818, 2819, 2820, 2821, 2822, 2823, 2824, 2825 ; c/n 204, 208, 209, 215, 216, 217, 220, 221, 225, 226, 228, 231, 232, 234, 235, 238).
  - TC-131E : 10 appareils d’entrainement à la guerre électronique (serial 55-4750/55-4759, c/n 337/346). 6 furent convertis en RC-131F et un en RC-131G.
  - C-131E : 5 bimoteurs achetés bien après les TC-131E (57-2548/2552, c/n 476,477,480,481,482), les 2 derniers étant livrés directement à la Navy pour devenir les R4Y-2 BuNo.145962 & 145963.
- R4Y-1 Samaritan : Equivalent du Convair 340 civil ou du C-131E de l’US Air Force. 36 exemplaires furent livrés à l'US Navy (BuNo.140993/141028, c/n 276/311), rebaptisés C-131F en 1962. 
  - R4Y-1Z : Un Convair 340 acheté par l’US Navy (BuNo.140378) pour les missions de transport VIP. Impliqué dans un accident aérien à Atlantic City, New Jersey, le 23 février 1961, cet appareil fut rebaptisé VC-131F en 1962.
- R4Y-2 Samaritan : Deux C-131E livrés directement à la Navy (BuNo.145962 & 145963, c/n 481 & 482), rebaptisés C-131G en 1962. L’US Navy réserva les BuNo.145964/145995 pour des R4Y-2, -2T, -2S (entrainement à la lutte ASM) et -2Q (contre-mesures) dont les commandes furent finalement annulées au profit de versions spécialisées de C-131F/G/H obtenues par conversion de machines fournies par l’US Air Force.
- C-131F Samaritan : Appellation des R4Y-1 de l’US Navy à partir de 1962.
  - RC-131F : 6 TC-131E modifiés pour l’US Navy comme appareils de reconnaissance électronique et de cartographie aérienne.
  - VC-131F : Redésignation du R4Y-1Z BuNo.140378 et conversion du C-131F BuNo.140999 en 1962
  - C-131G : Redésignation des deux R4Y-2 en 1962, convertis en VC-131G par la suite.
  - EC-131G : Version « électronique », C-131F BuNo. 141024 converti.
  - RC-131G : Un TC-131E converti pour des missions de surveillance électronique pour l'US Navy.
  - VC-131G : Transport VIP, conversion des deux C-131G.

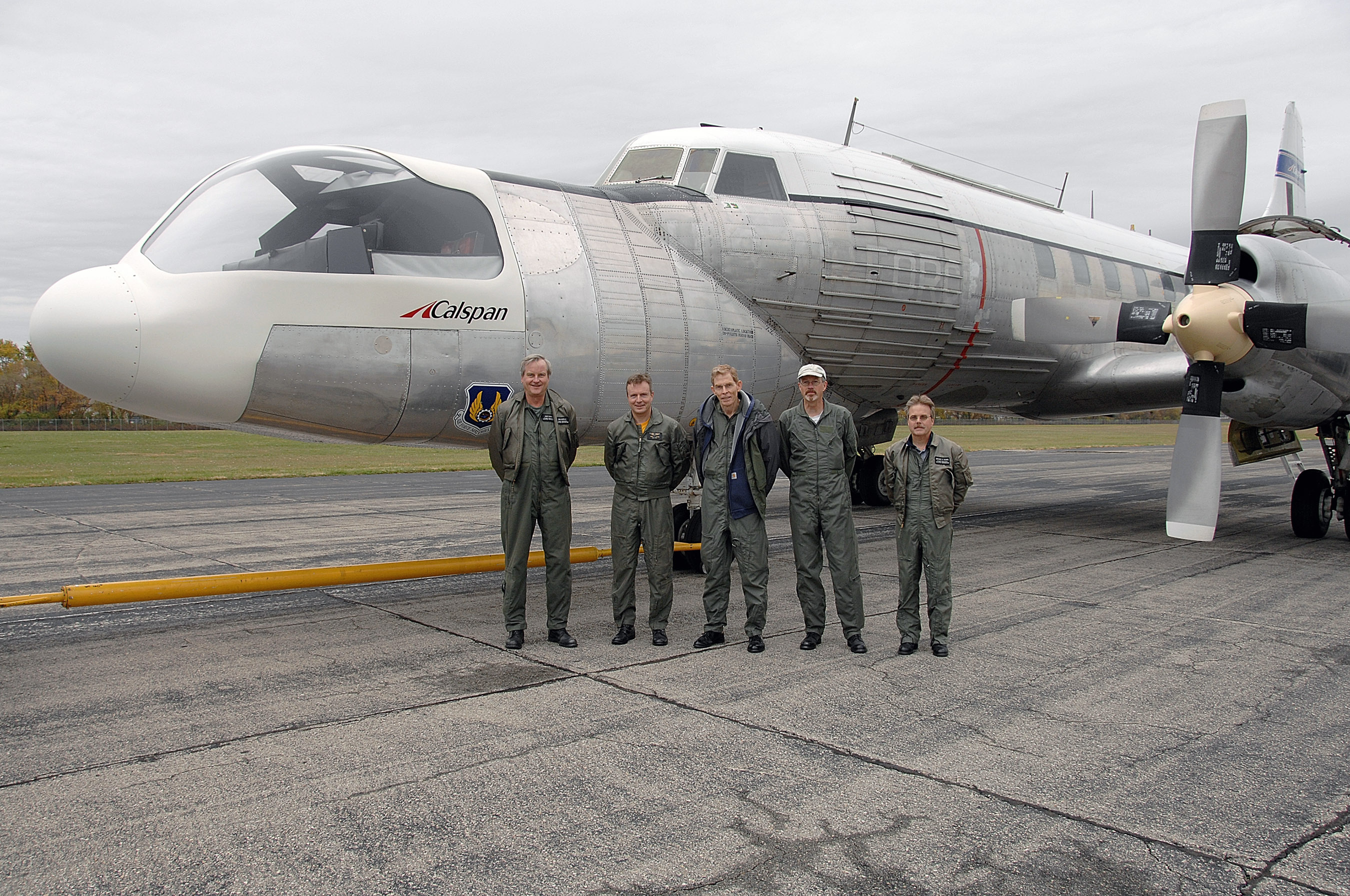
Le NC-131H après son dernier vol, au National Museum of the United States Air Force, le 7 novembre 2008.

- C-131H : Remotorisation de trois C-131D (54-2815/2817) au standard Convair 580, dont deux temporairement cédés à l’US Navy (54-2815 et 2817). Après restitution à l’Air Force les trois machines deviendront des VC-131H.
  - NC-131H : Un C-131B (53-7793) fut modifié pour recevoir un cockpit supplémentaire situé dans une pointe avant allongée dans le cadre du programme « Total In-Flight Simulator ». Cet appareil a été transféré le 7 novembre 2008 au National Museum of the United States Air Force de Wright-Patterson AFB, dans l’Ohio.
  - VC-131H : Conversion en appareils de transport VIP des trois C-131H et du 55-299 après cession temporaire à l’US Navy.

## Utilisateurs
- États-Unis
  - US Air Force : Entrés en service fin 1954, les Samaritan furent surtout utilisés par le 375th Aeromedical Airlift Squadon de Scott AFB, dans l'Illinois, au sein duquel ils furent regroupés en 1965. Les derniers semblent avoir été retiré du service actif en 1978, mais un certain nombre d'exemplaires sont restés en service dans les unités aériennes de la Garde nationale jusqu’en 1987.
  - US Coast Guard : Les premiers HC-131A furent mis en service en 1976 et le dernier ne fut retiré du service à CGAS Corpus Christi en 1983 seulement.
    - US Navy : Les VC-131 furent utilisés par le Squadron VR-48.

  - NASA : Utilisé comme avion à gravité réduite, en 1959, les astronautes du projet Mercury se sont entraînés dans un avion C-131 Samaritan surnommé « vomit comet »[1].
- Paraguay : La Fuerza Aerea a reçu au moins un C-131D.

## Dans les musées
- March Field Museum (en) : VC-131D 54-2808
- National Museum of the United States Air Force